# Іллічівка (жіночий футбольний клуб)
ЖФК «Іллічівка» — український жіночий футбольний клуб з Маріуполя. Розформований у 2015 році.

## Історія
Футбольна команда «Іллічівка» була заснована в кінці 2005 року. 
Як і у випадку з чоловічим футбольним клубом «Іллічівець», команда мала назву на честь свого генерального спонсора — металургійного комбінату імені Ілліча. 
З 2005 по 2007 роки приазовська команда брала участь виключно у неофіційних турнірах. 
У чемпіонаті України «Іллічівка» дебютувала у 2008 році. У своєму першому ж сезоні на вищому рівні «Іллічівка» зупинилась в кроці від бронзи, посівши в турнірній таблиці чемпіонату четверте місце. Але вже у наступних двох сезонах маріупольчанки здобули бронзові медалі. Зайняти призове місце в трійці кращих команд країни, «Іллічівка» спромоглася двічі поспіль у сезонах 2009 та 2010 років
Подальші виступи у вищій лізі вже не були такими успішними для команди й щорічно вона займала місця переважно в середині турнірної таблиці. 
Чотири рази «Іллічівки» також грали на півфінальній стадії національного кубка (2009, 2010, 2012 та у 2013 році).
У 2015 році клуб припинив своє існування через те, що «Іллічівку» було дискваліфіковано з вищої ліги за фінансові маніпуляції керівництва клуба. 
Гравчиня команди Яна Вінокурова за власні кошти створила нову команду, тому більшість колишніх гравчинь «Іллічівки» змогли продовжити свої футбольні виступи також в Маріуполі.

## Дербі
Найбільш принциповим суперником для «Іллічівки» вважалась команда «Донеччанка-ЦПОР», яка теж у вищій лізі представляла Донеччину. 
Це протистояння продовжувало регіональне дербі, яке було започатковано футбольними фанатами маріупольського «Металургу» і донецького  «Шахтаря» та баскетбольними вболівальниками маріупольского клубу  «Азовмаш» та БК «Донецьк».
Окрім географічного фактору, в цьому дербі завжди була присутня і спортивна конкуренція. Так як в ті часи титулована «Донеччанка-ЦПОР» через фінансові проблеми більше вже не була гегемоном українського жіночого футбола, вона вела  боротьбу переважно за призове третє місце чемпіонату, де головними її суперником у більшості сезонів була саме «Іллічівка». 
В сезоні 2009 року коли «Іллічівка» вперше для себе виграла бронзові медалі, різниця між ними та командою «Донеччанка-ЦПОР», що посіла четверте місце, складала чотири очки.

## Досягнення
- Вища ліга

 Бронзовий призер: (2): 2009, 2010

## Відомі гравці
Повний список гравчинь «Іллічівки», статті про яких містяться у Вікіпедії, дивіться тут.
- Світлана Фрішко
- Тетяна Рижова
- Анна Петрик
- Анастасія Клімова